# Maestro dell'Altare dei Regolari
Maestro dell'Altare dei Regolari (Meister des Regler-Altares; fl. XV secolo) è stato un pittore anonimo tedesco attivo verso la metà del XV secolo a Erfurt.

## Opere
L'anonimo pittore tedesco, probabilmente originario del medio Reno e forse allievo o comunque dipendente dal Maestro dell'Altare di Oberstein, deve il suo nome all'altare a portelle scolpito e dipinto, realizzato tra il 1450 e il 1460 per la chiesa dei Canonici Regolari di Erfurt. 
A portelle aperte l'altare è ornato con sculture lignee rappresentanti Scene della vita della Vergine e della Passione. A portelle chiuse, le quattro Scene della Passione sono viste attraverso esili colonne, come attraverso le sbarre di una gabbia, mentre la figura principale si distacca al centro, inquadrata da solo due di esse.
I dipinti della faccia esterna con Santi e Sante e quelli della predella con Scene della Leggenda di santa Caterina sono di altra mano.
Precedentemente intorno al 1460 il Maestro realizza due portelle, ora conservate a Karlsruhe, con una Crocifissione e l'Ascensione, e due tavole con la Presentazione al Tempio e l'Angelo dell'Annunciazione ora entrambe conservate all'Alte Pinakothek di Monaco.